# Uhniw
Uhniw (ukrainisch Угнів; russisch Угнев/Ugnew, polnisch Uhnów) ist eine in der Westukraine liegende kleine Stadt etwa 62 Kilometer nordwestlich der Oblasthauptstadt Lemberg am Ufer der Solokija gelegen. Die Grenze zu Polen verläuft etwa 1 Kilometer nördlich der Stadt.
Am 12. Juni 2020 wurde die Stadt ein Teil der neu gegründeten Stadtgemeinde Bels im Rajon Tscherwonohrad, bis dahin bildete es zusammen mit dem nordwestlich in Richtung polnischer Grenze jenseits der Solokija liegenden Dorf Sastawne (Заставне) die Stadtratsgemeinde Uhniw im Rajon Sokal.

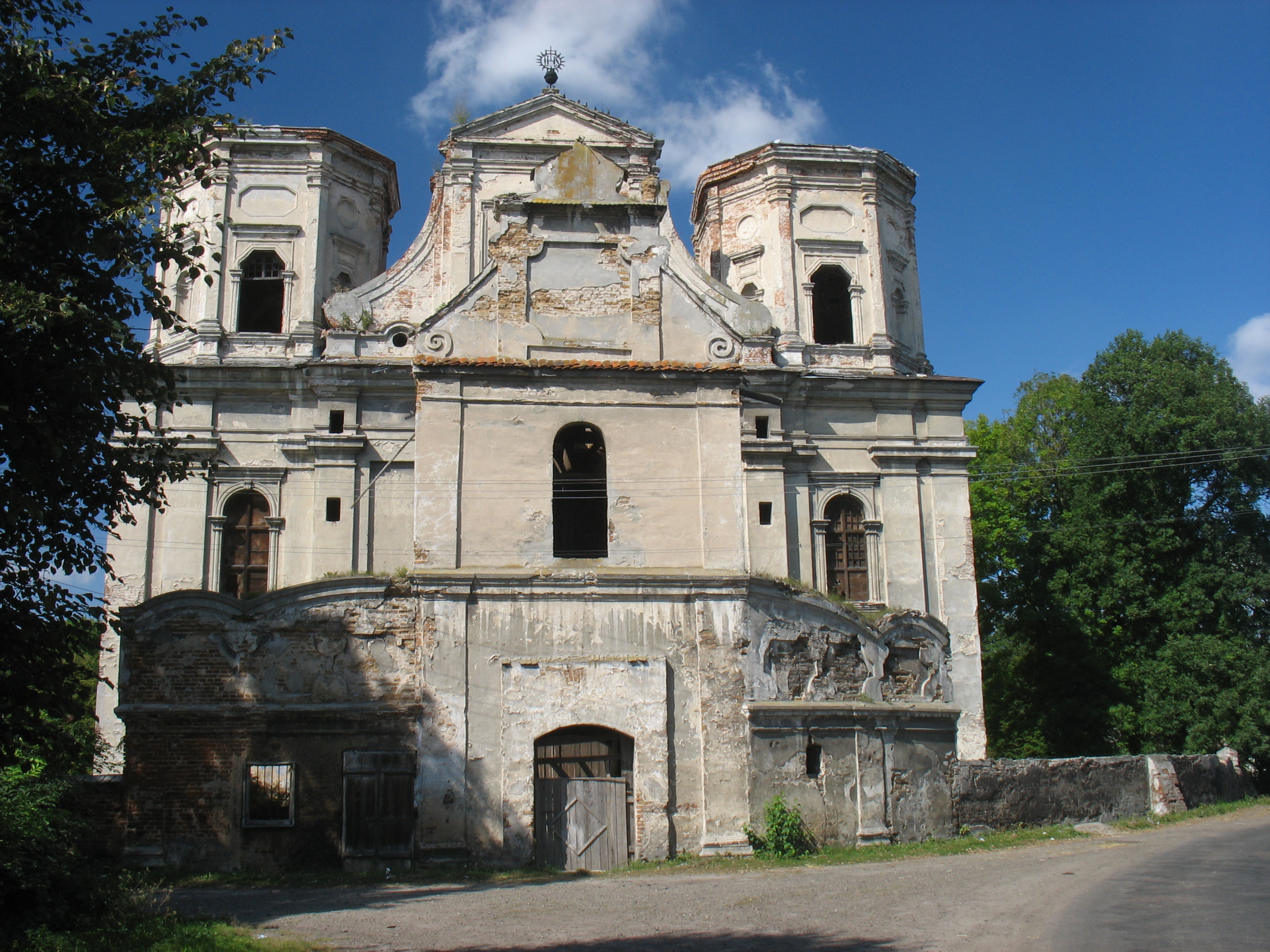
Kirchenruine in Uhniw

Die Ortschaft wurde 1360 zum ersten Mal schriftlich erwähnt und erhielt 1462 das Magdeburger Stadtrecht. Sie lag damals in der Woiwodschaft Bełz als Teil der Adelsrepublik Polen. Von 1772 bis 1918 gehörte die Stadt zum österreichischen Galizien und war von 1854 bis 1867 Sitz einer Bezirkshauptmannschaft, danach bis 1918 dem Bezirk Rawa Ruska zugeordnet sowie außerdem der Sitz eines Bezirksgerichts. Nach dem Ende des Ersten Weltkrieges kam der Ort zu Polen. Im Zweiten Weltkrieg war die Ortschaft von September 1939 bis Juni 1941 von der Sowjetunion und von 1941 bis 1944 von Deutschland besetzt und kam nach Kriegsende wieder zu Polen. Während der sowjetischen Okkupation wurde Uhniw ab Januar 1940 zum Hauptort des Rajons Uhniw/Ugnew, der gesamte Rajon wurde aber im Oktober 1944 offiziell wieder Polen zugesprochen.
Im Zuge des Polnisch-Sowjetischen Gebietsaustausches 1951 kam die Stadt und das Umland wegen ihrer großen Kohlevorkommen zur Sowjetunion, dort wurde sie Teil der Ukrainischen SSR. Seit dem Zerfall der Sowjetunion 1991 ist sie ein Teil der unabhängigen Ukraine.
Die Stadt ist, bei einer Einwohnerschaft von etwa 1000 Einwohnern, die kleinste Stadt der Ukraine.